# René Lesage
Pour les articles homonymes, voir Lesage.
René Lesage est un comédien et homme de théâtre français, né le 12 juillet 1906 au Raincy et mort  le 2 mars 1976 à Grenoble. Il a notamment dirigé la Troupe des Tréteaux de la comédie de Saint-Etienne et la Comédie des Alpes avec Bernard Floriet, qui deviendra le Centre dramatique national des Alpes en 1972.
Très influencé par Jacques Copeau, il a œuvré à la décentralisation du théâtre en France notamment dans les années 1950-1960.

## Comédien
- 1948 : L'École des femmes de Molière, Comédie de Saint-Étienne
- 1948 : Le Baladin du monde occidental de John Millington Synge, mise en scène Jean Dasté, Comédie de Saint-Étienne
- 1951 : Macbeth de William Shakespeare, mise en scène Jean Dasté, Comédie de Saint-Étienne
- 1951 : Les Précieuses ridicules de Molière, Comédie de Saint-Étienne
- 1951 : Les Fausses Confidences de Molière, Comédie de Saint-Étienne
- 1953 : À chacun sa vérité de Luigi Pirandello, mise en scène René Lesage, Comédie de Saint-Étienne
- 1955 : Le Malade imaginaire de Molière, mise en scène René Lesage, Comédie de Saint-Étienne
- 1962 : Journal d'un curé de campagne de Georges Bernanos, mise en scène René Lesage, Comédie des Alpes
- 1962 : Le Barbier de Séville de Beaumarchais, mise en scène René Lesage, Comédie des Alpes
- 1963 : En attendant Godot de Samuel Beckett, mise en scène René Lesage, Comédie des Alpes
- 1963 : Cinna de Corneille, mise en scène René Lesage, Comédie des Alpes
- 1963 : L'Ours, Le Jubilé, Le Chant du cygne d'Anton Tchekhov, mise en scène René Lesage, Comédie des Alpes
- 1965 : Le Malade imaginaire de Molière, mise en scène René Lesage, Comédie des Alpes
- 1965 : Les Justes d'Albert Camus, mise en scène René Lesage, Comédie des Alpes
- 1967 : En attendant Godot de Samuel Beckett, mise en scène René Lesage, Comédie des Alpes
- 1967 : Une lettre perdue d'Ion Luca Caragiale, mise en scène René Lesage, Comédie des Alpes
- 1968 : En attendant Godot de Samuel Beckett, mise en scène René Lesage, Comédie des Alpes
- 1968 : Le Mariage de Figaro de Beaumarchais, mise en scène René Lesage, Comédie des Alpes
- 1968 : Zoo Story et Le Rêve de l'Amérique d'Edward Albee, mise en scène René Lesage, Comédie des Alpes
- 1969 : Fin de partie de Samuel Beckett, mise en scène René Lesage, Comédie des Alpes
- 1969 : Oswald et Zénaïde, Un mot pour un autre, Monsieur moi et Le Guichet de Jean Tardieu, mise en scène René Lesage, Comédie des Alpes
- 1969 : Passion, poison et pétrification ou Le Gazogène fatal de George Bernard Shaw, mise en scène René Lesage, Comédie des Alpes
- 1973 : Dom Juan de Molière, mise en scène René Lesage, Comédie des Alpes
- 1974 : Ils viennent jusque dans nos draps... d'après La Morte de Jacques Cousseau, mise en scène Robert Rimbaud et Robert Sireygeol, Comédie des Alpes
- 1974 : Inahi le pêcheur de lune d'Étienne Catallan, mise en scène de l'auteur et René Lesage, Comédie des Alpes

## Metteur en scène
- 1949 : La Cagnotte d'Eugène Labiche, Comédie de Saint-Étienne
- 1950 : Tartuffe de Molière, Comédie de Saint-Étienne
- 1954 : À chacun sa vérité de Luigi Pirandello, Comédie de Saint-Étienne
- 1955 : Le Malade imaginaire de Molière, Comédie de Saint-Étienne
- 1962 : L'Azote de René de Obaldia, Comédie des Alpes
- 1962 : Journal d'un curé de campagne de Georges Bernanos, Comédie des Alpes
- 1962 : Le Barbier de Séville de Beaumarchais, Comédie des Alpes
- 1963 : En attendant Godot de Samuel Beckett, Comédie des Alpes
- 1963 : Cinna de Corneille, Comédie des Alpes
- 1963 : L'Ours, Le Jubilé, Le Chant du cygne d'Anton Tchekhov, Comédie des Alpes
- 1964 : La Cantatrice chauve d'Eugène Ionesco, Comédie des Alpes
- 1965 : Le Malade imaginaire de Molière, Comédie des Alpes
- 1965 : Douze hommes en colère de Reginald Rose, Comédie des Alpes
- 1965 : Les Justes d'Albert Camus, Comédie des Alpes
- 1966 : Si jamais je te pince !... d'Eugène Labiche et Marc-Michel, Comédie des Alpes
- 1967 : Une lettre perdue d'Ion Luca Caragiale, Comédie des Alpes
- 1968 : Le Mariage de Figaro de Beaumarchais, Comédie des Alpes
- 1968 : 6 810 000 litres d'eau par seconde d'après Michel Butor, mise en scène avec Bernard Floriet, Comédie des Alpes
- 1968 : L'Étourdi de Molière, Comédie des Alpes
- 1968 : Zoo Story et Le Rêve de l'Amérique d'Edward Albee, Comédie des Alpes
- 1969 : La Nuit des assassins de José Triana, Comédie des Alpes
- 1969 : Fin de partie de Samuel Beckett, Comédie des Alpes
- 1969 : Oswald et Zénaïde, Un mot pour un autre, Il y avait foule au manoir, Monsieur moi et Le Guichet Jean Tardieu, Comédie des Alpes
- 1969 : Passion, poison et pétrification ou Le Gazogène fatal de George Bernard Shaw, Comédie des Alpes
- 1969 : Un léger accident de James Saunders, Comédie des Alpes
- 1970 : Le Menteur de Corneille, Comédie des Alpes
- 1970 : Acte sans paroles de Samuel Beckett, Comédie des Alpes
- 1971 : Qui a peur de Virginia Woolf ? d'Edward Albee, Comédie des Alpes
- 1972 : Histoire de Vasco de Georges Schehadé, Comédie des Alpes
- 1973 : Dom Juan de Molière, Comédie des Alpes
- 1974 : Inahi le pêcheur de lune d'Étienne Catallan, mise en scène avec l'auteur,  Comédie des Alpes